# 交響曲第4番 (團伊玖磨)
團伊玖磨の交響曲第4番は、作曲者の番号付き交響曲のうち4番目の作品。交響曲第5番と作曲期間が重なっており、初演もほぼ同時期に行われている。

## 作曲の経緯
駿河銀行の岡野喜一郎によって、地域への文化的還元の意味を含めて委嘱され、作曲された。1964年10月に着手。翌1965年7月28日、八丈島にて完成。1966年に音楽之友社から出版され、岡野喜一郎に捧げられた。

## 初演
1965年10月13日。團伊玖磨指揮、読売日本交響楽団。神奈川県立音楽堂に於いて。

## 楽器編成
ピッコロ、フルート2、オーボエ2、イングリッシュ・ホルン、クラリネット2、バス・クラリネット、ファゴット2、コントラファゴット、ホルン6、トランペット3、トロンボーン4、テューバ、ティンパニ、トライアングル、鈴、小太鼓、シンバル、大太鼓、タムタム、グロッケンシュピール、ハープ、弦五部（第1ヴァイオリン、第2ヴァイオリン、ヴィオラ、チェロ、コントラバス）

## 構成
演奏時間は約32分。
第1楽章 アレグロ・マ・ノン・トロッポ
ソナタ形式。
第2楽章 アダージョ
第3楽章 テンポ・ディ・メヌエット（アレグレット）
第4楽章 アレグロ・コン・ブリオ
ロンド・ソナタ形式。